# مجلة الأمة ضد وزارة الدفاع الأمريكية
في عام 1990 نفذت وزارة دفاع الولايات المتحدة مسابح صحفية حتى تتمكن من السيطرة على الصحافة ورصدها خلال حرب الخليج الثانية. كانت المنافسة على مسابح الصحافة مكثفة وإذا لم يكن الناشر عضوا في التجمع فإنهم لا يمكنونه من الوصول إلى المناطق الحربية وبالتالي عدم تغطية الحرب بالكامل. علاوة على ذلك حددت إدارة الدفاع من من أعضاء التجمع القادرين على السفر وما هي القصص القادرين على نشرها وكان على الصحفيين الأعضاء في مسبح الصحافة البقاء مع المرافقين في جميع الأوقات واستعراض القصص من قبل مسؤول عسكري قبل نشرها. في 10 يناير 1991 رفعت مجلة الأمة دعوى ضد وزارة الدفاع مدعية أن لوائح التجميع قد انتهكت التعديل الأول والتعديل الخامس. كانت الشكوى أكثر ارتباطا بالوصول المحدود مقارنة بالرقابة على الأخبار.

## الخلفية
تجدر الإشارة إلى أن حرب الخليج الثانية هو صراع دام ستة أشهر بين العراق و 30 دولة بقيادة الولايات المتحدة من أجل تحرير الكويت. لقد كان صراعا متلفزا للغاية ولكن الصحافة كانت مقيدة جدا في وصولها إلى المعلومات.
مجلة الأمة هي مجلة أسبوعية متخصصة في نشر التقارير السياسية والثقافية. هي أقدم مجلة أسبوعية تصدر باستمرار في الولايات المتحدة وتطلق على نفسها اسم «رائدة اليسار».
تم تنفيذ مسابح الصحافة لأول مرة في الحرب الروسية اليابانية في عام 1904 وللمرة الأولى في الولايات المتحدة في غزو بنما في عام 1989. وفقا لمقالة ماثيو ج. جاكوبس: «تقييم دستورية القيود المفروضة على الصحافة في حرب الخليج العربي» وفإن كثيرا ما عبرت الصحافة عن ثلاث شكاوى: 1) بسبب العدد القليل من البقع في مسابح الصحافة في حرب الخليج الثانية. 2) واصل الجيش إجراء مسح دقيق للمتواجدين في مسابح الصحافة كما لو كانت مسابح الصحافة «رحلات ميدانية تم ترتيبها مسبقا». 3) استخدم الجيش نظام التجميع كمكافآت وعقوبات للصحفيين مما يتيح لهم الوصول أو منعهم من الوصول بناء على ما كتبوه من قبل.

## القضية
رفعت مجلة الأمة دعوى ضد وزارة الدفاع الأمريكية قائلة أن مسابح الصحافة تنتهك حقوق التعديلين الأول والخامس مؤكدة أن مسابح الصحافة تنتهك امتيازات جمع الأخبار التي منحها لهم التعديل الأول. قالوا أنه حسب التعديل الأول فإن للصحافة الحق في الوصول غير المحدود للساحات الخارجية حيث تشارك القوات الأمريكية. كما جادلوا بأنهم يخدمون الجمهور الأمريكي الذي له الحق في معرفة شؤون الجيش الأمريكي.
قالت وزارة الدفاع إن التعديل الأول لا يقيدها من منع الصحفيين من ساحة المعركة وادعت أن الغرض الرئيسي من تجمعات الصحافة هو وضع «ترتيب تعاوني مصمم لتحقيق التوازن بين رغبة وسائل الإعلام في التغطية من جانب واحد مع... مسؤولية الحفاظ على الأمن التشغيلي وحماية سلامة القوات ومنع التدخل في العمليات العسكرية».
كان على محكمة جنوب نيويورك في نيويورك تحديد ثلاثة أشياء تطبق على الحكم في القضية: أولا أن المدعين (مجلة الأمة) «مكانة». ويكون للمدعي مكانة إذا كان «قد تعرض لإصابة فعلية أو مهددة يمكن تعقبها إلى حد ما لسلوك المدعى عليه ومن المرجح أن يعالجها قرار مؤات». وجدت المحكمة أن المزاعم «واضحة وملموسة» وأنه «لا جدال في أن» مجلة الأمة حرمت من الوصول إلى تجمعات الصحافة. هكذا خلصت المحكمة إلى أن للمدعين مكانة كافية.
ثانيا كان على المحكمة أن تقرر ما إذا كانت السلطة القضائية مؤهلة بموجب الفصل الدستوري للسلطة للحكم على هذه المسألة التي تعين اللوائح العسكرية المفوضة إلى السلطة التشريعية والتنفيذية. طبقا لقضية قبل سنوات قليلة ينبغي للمحاكم أن «تتردد منذ فترة طويلة قبل أن تتعاطى دعوى تطلب من المحكمة أن تلاعب بالهيكل الفريد بالضرورة للمؤسسة العسكرية». خلصت هذه المحكمة إلى أنه على الرغم من أن إدارة العدل صممت هذه اللوائح إلا أنها لا تجعل مطالبة المدعي غير قابلة للتقاضي وأن هذه المحكمة تمكنت من البت في القضية لأنها تتعلق في معظمها بالصحافة وليس بالشؤون الفعلية العسكرية في الخارج. وهكذا كانت المحكمة على طريق الانحياز إلى الصحافة.
أخيرا كان على المحكمة أن تجد أن شكوى المدعي لم تكن موضوعية. في هذه المرحلة تم وقت العمل بمسابح الصحافة (اعتبارا من 4 مارس 1991) حتى قررت المحكمة أنها ستحكم بدستورية القضية عندما يكون «الجدل أكثر تركيزا بشكل حاد». بصفة عامة ستصبح القضية موضع نظر عندما لا تكون المسائل المعروضة ذات أهمية أو أن كلا الطرفين المعنيين يفتقران إلى الاهتمام الجاد بقرار المحكمة. وبالتالي رفضت المحكمة الشكوى مما جعلها جذابة.
حثت الصحافة على أن التعديل الأول يمنح الصحافة حق الاطلاع على الأخبار التي تؤثر على الجمهور الأمريكي. وصفت المحكمة هذه القضية بأنها «رسمت أراض دستورية جديدة» لأن أي قضية أخرى لم تتناولها. من خلال المنطق ذكرت المحكمة أن للجيش حقوق تقييد الوصول إلى المؤسسات التي تسيطر عليها الحكومة مثل السجون والقواعد العسكرية. من جهة أخرى قالت المحكمة: «هناك حق مطلق تقريبا في الوصول إلى الأماكن المفتوحة بما في ذلك المنتديات مثل الشوارع والحدائق العامة». ذكرت المحكمة على نحو متكرر أن الصحافة تبدو أنها «تتمتع بالحد الأدنى من الحق في الاطلاع على الأحداث الرئيسية التي تؤثر على سير عمل الحكومة والإبلاغ عنها بما في ذلك... عملية قتالية علنية». وبالتالي لا يمكن للحكومة تقييد الصحافة بشكل كامل. ومع ذلك ذكرت المحكمة أنها لا يمكن أن تصدر حكم وسوف تنتظر لاتخاذ قرار أكثر عمقا حول هذا الموضوع عندما تكون المسألة أكثر تركيزا.
قال البروفسور ستيفن كوبر في مقالته لعام 2003: «ضوابط الصحافة في زمن الحرب: السياق القانوني والتاريخي والمؤسسي» في حين أنه لا توجد منظمة إخبارية رئيسية تختار الطعن في القيود المفروضة على الصحافة في المحكمة فإن قائمة المدعين في مجلة الأمة هي إحدى العوالم الصحفية التقدمية الأمريكية. بالانضمام في هذه الدعوى لمجلة الأمة فإن هاربر في هذه الأوقات خدمة أخبار المحيط الهادئ والغارديان والتقدمي وماذر جونز ولوس أنجيلوس في أسبوع وصوت القرية وتكساس أوبسيرفر وباسيفيكا راديو نيوز وسيدني اتش شانبرج ودوكتورو وويليام ستيرون ومايكل كلير وسكوت ارمسترونغ بالإضافة إلى دعوى منفصلة رفعتها وكالة الأنباء الفرنسية تضمنت قائمة الأطراف المهتمة ثلاثة عشر عضوا من الكونغرس والاتحاد الأمريكي للحريات المدنية والإنصاف والدقة في إعداد التقارير والأكاديميين بن باجديكيان وتود جتلين وهربرت إ. شيلر من بين آخرين وشمل المدعى عليهم وزير الدفاع ريتشارد تشيني ومساعد وزير الدفاع للشؤون العامة بيتر ويليامز ورئيس هيئة الأركان المشتركة الجنرال كولن باول ورئيس الولايات المتحدة والقائد العام للقوات المسلحة جورج بوش.

## القرار
قضى القاضي ساند بأن المسألة كانت موضع نظر وأنه لا يستطيع الحكم على دستوريته في ذلك الوقت. ولم تكن هناك أي قضايا منذ ذلك الحين قد حكمت صراحة على دستورية تجمعات الصحافة. قال أنه حتى إذا تمكنت وزارة الدفاع من إثبات ضرورة وجود تجمعات صحفية لأسباب أمنية يتعين عليها أن تنفذ مسابح الصحافة بطريقة غير تمييزية.